# Materializare (parapsihologie)

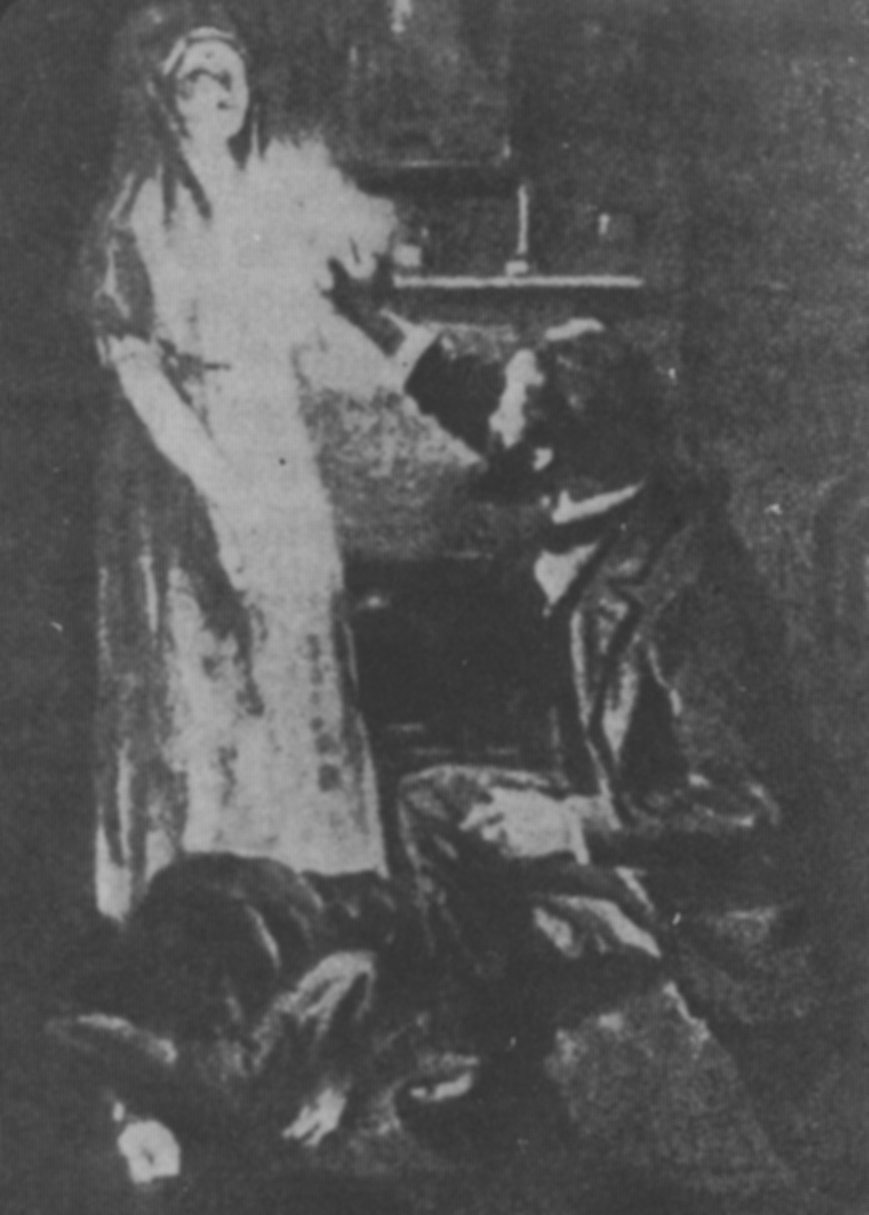
O reprezentare a lui Sir William Crookes întâlnind presupusul spirit materializat al lui Katie King

În spiritism, literatura paranormală și unele religii, materializarea (sau manifestarea) este crearea sau apariția unei materii din surse necunoscute. Existența materializării nu a fost confirmată prin experimentele de laborator. Au fost expuse numeroase cazuri de demonstrații înșelătoare de materializare realizate de mediumuri.

## Istorie
Expunerile unor materializări frauduloase la începutul secolului al XX-lea au condus la un declin al ședințelor de spiritism. Poetul Robert Browning și soția sa, Elisabeta, au participat la o ședință de spiritism pe 23 iulie 1855 în Ealing, împreună cu soții Rymer. În timpul ședinței s-a materializat un spirit despre care Home a susținut că era fiul lui Browning, care murise în copilărie. Browning a pus mâna pe „materializare” și a descoperit că era doar piciorul gol al lui Home. Pentru ca înșelăciunea să fie mai dureroasă, Browning mai pierduse un fiu care murise în copilărie. Robert, fiul lui Browning, într-o scrisoare către The Times din 5 decembrie 1902 s-a referit la acel incident astfel: „Home a fost surprins într-o fraudă vulgară”.
Mediumul britanic Rosina Mary Showers a fost surprinsă în mai multe ședințe frauduloase de materialism de-a lungul carierei. În 1874, în timpul unei ședințe de spiritism cu Edward William Cox, un participant s-a uitat în cabinet și a pus mâna pe spirit, peruca i-a căzut și s-a dovedit că era Showers. Pe 29 martie și 21 mai 1874 Florence Cook a avut ședințe în propria sa casă cu William Crookes. S-a afirmat că un spirit numit „Katie King” s-a materializat, dar totuși, potrivit autorului Walter Mann, „Katie era o complice introdusă în cameră de Florrie Cook. Acesta era cel mai simplu mod din lume de a efectua acest truc, din moment ce camera, descrisă de Sir William drept „cabinet”, era dormitorul lui Florrie Cook”.
Frank Herne, un mediu care a format un parteneriat cu Charles Williams, a fost în mod repetat expus ca autor al unor ședințe frauduloase de materializare.:113 În 1875, el a fost prins pretinzând că ar fi un spirit în timpul unei ședințe de spiritism în Liverpool și a fost găsit „îmbrăcat cu aproape doi metri de muselină întărită, înfășurată în jurul capului și atârnând în jos până la coapsă”. Florence Cook a fost „instruită în arta ședințelor de spiritism” de către Herne și a fost expusă în mod repetat ca un medium fraudulos.

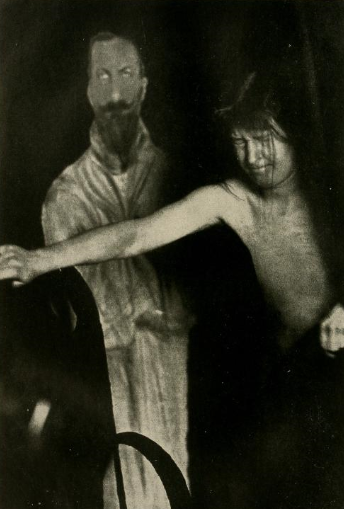
Eva Carrière cu figura decupată de carton a regelui Ferdinand al Bulgariei

Albert von Schrenck-Notzing a efectuat cercetări asupra mediumului Eva Carrière și a susținut că „materializările” ectoplasmei ei erau rezultatul "ideoplastiei" în care mediumul putea forma imagini pe ectoplasma din mintea ei. Schrenck-Notzing a publicat cartea Phenomena of Materialisation (1923) care a inclus fotografii ale ectoplasmei. Criticii au arătat că fotografiile ectoplasmei conțin mărci ale unor reviste, ace și o bucată de sfoară. Schrenck-Notzing a susținut că în mai multe rânduri Carrière a introdus pe ascuns ace în camera de spiritism. Magicianul Carlos María de Heredia a replicat ectoplasma lui Carrière, folosind un pieptene, tifon și o batistă.
Donald West a scris că ectoplasma lui Carrière era falsă și a fost confecționată din chipuri de hârtie extrase de ziare și reviste, ale căror mărci puteau fi uneori văzute în fotografii. O fotografie a lui Carrière luată din partea din spate a ectoplasmei arată că a fost confecționată dintr-o revistă ce conținea literele „Le Miro”. Fuseseră decupate imagini din revista franceză Le Miroir. Copertele din spate ale revistei conțineau unele dintre fețele ectoplasmei lui Carrière.:187 Imaginile tăiate pe care le-a folosit îi reprezentau pe Woodrow Wilson, regele Ferdinand al Bulgariei, președintele Franței, Raymond Poincaré, și actrița Mona Delza.
După ce Schrenck-Notzing a descoperit că Eva Carrière și-a luat fețele ectoplasmei din revistă el a apărat-o susținând că ea citise revista, iar că memoria ei și-a amintit imaginile și ele s-au materializat în ectoplasmă. Din această cauză Schrenck-Notzing a fost descris ca fiind credul. Joseph McCabe a scris „În Germania și Austria, Baronul von Schrenck-Notzing este bătaia de joc a colegilor săi medici”.